# Phidippus concinnus
Phidippus concinnus là một loài nhện trong họ Salticidae.
Loài này thuộc chi Phidippus. Phidippus concinnus được Willis J. Gertsch miêu tả năm 1934.